# جيف ريمان
جيف ريمان (بالإنجليزية: Geoff Ryman)‏ (9 مايو 1951 في كندا - ) كاتب، وروائي، وممثل، وكاتب خيال علمي من كندا.

## الجوائز
- جائزة عالم الخيال لأفضل رواية قصيرة [الإنجليزية]‏
- جائزة جون دبليو كامبل التذكارية لأفضل رواية خيال علمي
- جائزة آرثر سي كلارك
- Philip K. Dick Award [الإنجليزية]‏
- جائزة أذرويز [الإنجليزية]‏[15]
- جائزة آرثر سي كلارك
- جائزة نيبولا لأفضل رواية قصيرة [الإنجليزية]‏